# Howard Webb

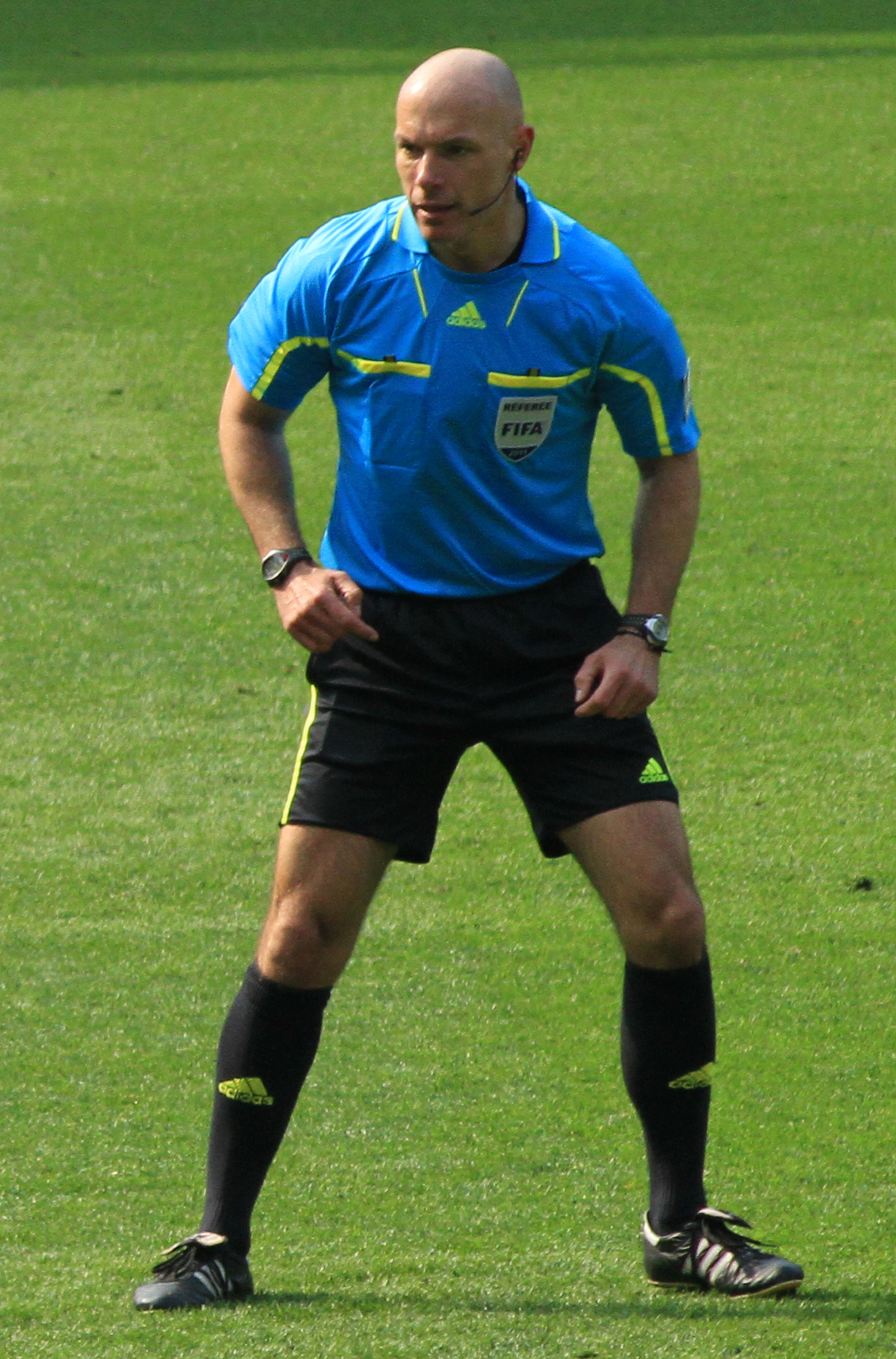
Howard Webb (2011)

Howard Melton Webb, MBE (* 14. Juli 1971 in Rotherham) ist ein ehemaliger englischer Fußballschiedsrichter und heutiger -funktionär. Er ist Chief Refereeing Officer des englischen Schiedsrichterverbandes PGMOL.

## Leben und Karriere
Webb, ursprünglich von Beruf Polizist, begann als Schiedsrichter 1989 in der lokalen Liga von Rotherham. Ab 1993 wurde er, zunächst als Linienrichter, für Spiele der Northern Counties East Football League eingeteilt. Ab 1996 leitete er Spiele der unteren Profi-Spielklassen, der Football League. Sein Debüt in der höchsten englischen Spielklasse, der Premier League, gab er im Oktober 2003. Auf nationaler Ebene wurden die Leitung des englischen Supercup-Finales von 2005 sowie des Ligapokals seine Höhepunkte. In beiden Partien besiegte der FC Chelsea den Londoner Lokalrivalen FC Arsenal mit jeweils 2:1.
2005 wurde er FIFA-Schiedsrichter und leitete im November sein erstes Länderspiel, ein Freundschaftsspiel zwischen Nordirland und Portugal. Im September 2006 pfiff er seine erste UEFA-Champions-League-Partie. Im Dezember 2007 wurde er als einer von zwölf Schiedsrichtern für die Fußball-Europameisterschaft 2008 nominiert. Seine Assistenten bei diesem Turnier waren Darren Cann und Mike Mullarkey, mit welchen er die Spiele zwischen Co-Gastgeber Österreich und Polen sowie zwischen Griechenland und Spanien leitete. Aufgrund einer Elfmeterentscheidung in der letzten Minute des Spiels Österreich gegen Polen für Österreich, die den Ausgleich Österreichs zur Folge hatte, wurde er Opfer von Diffamierungen in der polnischen Öffentlichkeit (unter anderem von Ministerpräsident Donald Tusk) und sogar von Morddrohungen. Daraufhin wurden bei diesem Turnier die Sicherheitsvorkehrungen zum Schutze der Schiedsrichter verstärkt.
Nachdem er im Jahr 2009 für den Konföderationen-Pokal nominiert wurde, wurde er ein Jahr darauf auch für die Weltmeisterschaft 2010 nominiert. Er leitete das Finale der Champions League 2009/10 in Madrid, welches Inter Mailand mit 2:0 gegen den FC Bayern München gewann. Keine zwei Monate nach diesem Einsatz im Champions-League-Endspiel leitete der Engländer auch das WM-Finale 2010 zwischen Spanien und den Niederlanden. Die sehr hart geführte Partie führte zu einem neuen Verwarnungs-Rekord in einem WM-Finale: Mit 13 gelben Karten (8 für Niederländer und 5 für Spanier) überbot er den Rekord von Romualdo Arppi Filho (Brasilien) aus dem Spiel Argentinien – Deutschland bei der WM 1986 (4× gelb für Argentinien, 2× gelb für Deutschland). Für seine Leistung im WM-Finale wurde Webb sowohl von niederländischer Seite als auch spanischer Seite heftig kritisiert. Die Welt bezeichnete die Entscheidung, den niederländischen Spieler Nigel de Jong nach einem Kung-Fu-Tritt gegen Xabi Alonso nicht sofort vom Platz zu stellen, als eklatanten Fehler.
Die Dokumentation Referees at Work, bei der eine Reihe von Schiedsrichterteams während der EM 2008 begleitet wurden, behandelt unter anderem auch Howard Webb und die Folgen seiner Entscheidung für einen Elfmeter.
2011 erhielt Webb auf Vorschlag des britischen Premierministers David Cameron die Auszeichnung Member of the Order of the British Empire (MBE), die niedrigste Stufe des Ordens, für seine „Verdienste um den Fußball“.
Am 20. Dezember 2011 gab die UEFA bekannt, dass Webb als einer der zwölf Schiedsrichter nominiert wurde, die die Spiele bei der Fußball-Europameisterschaft 2012 leiten sollen.
2013 nahm Webb dann am Confederations Cup teil, wo er unter anderem ein Halbfinale leitete. Auch im Sommer 2014 flog er nach Brasilien, um dort Spiele bei der Weltmeisterschaft zu leiten.
Webb gehörte zu den anerkanntesten Unparteiischen des Fußballs. Bestätigung dafür erhielt er als zweimaliger „Welt-Schiedsrichter des Jahres“ (2010 und 2013), eine Auszeichnung der International Federation of Football History & Statistics.
Nach der Weltmeisterschaft in Brasilien, bei der Webb zwei Spiele leitete, beendete er nach 25 Jahren seine Karriere als Schiedsrichter.
Derzeit arbeitet Webb als technischer Direktor des englischen Schiedsrichterverbandes PGMOL.

## Privates
Howard Webb wohnt in New York City. Er war Sergeant bei der South Yorkshire Police in Sheffield, bevor er begann als Profi-Schiedsrichter zu arbeiten. Er engagiert sich für die Polizei in einem Projekt, das Kinder mithilfe des Fußballs von der Straße holt.
Webb heiratete im März 2021 die deutsche Schiedsrichterin Bibiana Steinhaus. Beide sind seit 2016 ein Paar.

## Turniere
- U-21-Fußball-Europameisterschaft 2006 in Portugal (3 Einsätze)
- U-20-Fußball-Weltmeisterschaft 2007 in Kanada (5 Einsätze)
- Fußball-Europameisterschaft 2008 in Österreich und der Schweiz (2 Einsätze):

| Phase        | Datum         | Spielort | Heimmannschaft | Gastmannschaft | Ergebnis  |
| ------------ | ------------- | -------- | -------------- | -------------- | --------- |
| Gruppenphase | 12. Juni 2008 | Wien     | Österreich     | Polen          | 1:1 (0:1) |
| Gruppenphase | 18. Juni 2008 | Salzburg | Griechenland   | Spanien        | 1:2 (1:0) |

- Fußball-Weltmeisterschaft 2010 in Südafrika (4 Einsätze):

| Phase        | Datum         | Spielort     | Heimmannschaft | Gastmannschaft | Ergebnis        |
| ------------ | ------------- | ------------ | -------------- | -------------- | --------------- |
| Gruppenphase | 16. Juni 2010 | Durban       | Spanien        | Schweiz        | 0:1 (0:0)       |
| Gruppenphase | 24. Juni 2010 | Johannesburg | Slowakei       | Italien        | 3:2 (1:0)       |
| Achtelfinale | 28. Juni 2010 | Johannesburg | Brasilien      | Chile          | 3:0 (2:0)       |
| Finale       | 11. Juli 2010 | Johannesburg | Niederlande    | Spanien        | 0:1 n. V. (0:0) |

- Fußball-Europameisterschaft 2012 in Polen und der Ukraine (3 Einsätze):

| Phase         | Datum         | Spielort | Heimmannschaft | Gastmannschaft | Ergebnis  |
| ------------- | ------------- | -------- | -------------- | -------------- | --------- |
| Gruppenphase  | 8. Juni 2012  | Breslau  | Russland       | Tschechien     | 4:1 (2:0) |
| Gruppenphase  | 14. Juni 2012 | Posen    | Italien        | Kroatien       | 1:1 (1:0) |
| Viertelfinale | 21. Juni 2012 | Warschau | Tschechien     | Portugal       | 0:1 (0:0) |

- FIFA-Konföderationen-Pokal 2013 in Brasilien (2 Einsätze):

| Phase        | Datum         | Spielort  | Heimmannschaft | Gastmannschaft | Ergebnis               |
| ------------ | ------------- | --------- | -------------- | -------------- | ---------------------- |
| Gruppenphase | 19. Juni 2013 | Fortaleza | Brasilien      | Mexiko         | 02:0 (1:0)             |
| Halbfinale   | 27. Juni 2013 | Fortaleza | Spanien        | Italien        | 07:6 i. E. (0:0 n. V.) |

- Fußball-Weltmeisterschaft 2014 in Brasilien (2 Einsätze):

| Phase        | Datum         | Spielort       | Heimmannschaft | Gastmannschaft | Ergebnis              |
| ------------ | ------------- | -------------- | -------------- | -------------- | --------------------- |
| Gruppenphase | 19. Juni 2014 | Brasília       | Kolumbien      | Elfenbeinküste | 2:1 (0:0)             |
| Achtelfinale | 28. Juni 2014 | Belo Horizonte | Brasilien      | Chile          | 3:2 i. E. (1:1 n. V.) |